# Euborellia annulipes
Euborellia annulipes är en tvestjärtart som först beskrevs av Lucas 1847.  Euborellia annulipes ingår i släktet Euborellia och familjen Carcinophoridae. Inga underarter finns listade i Catalogue of Life.

## Bildgalleri

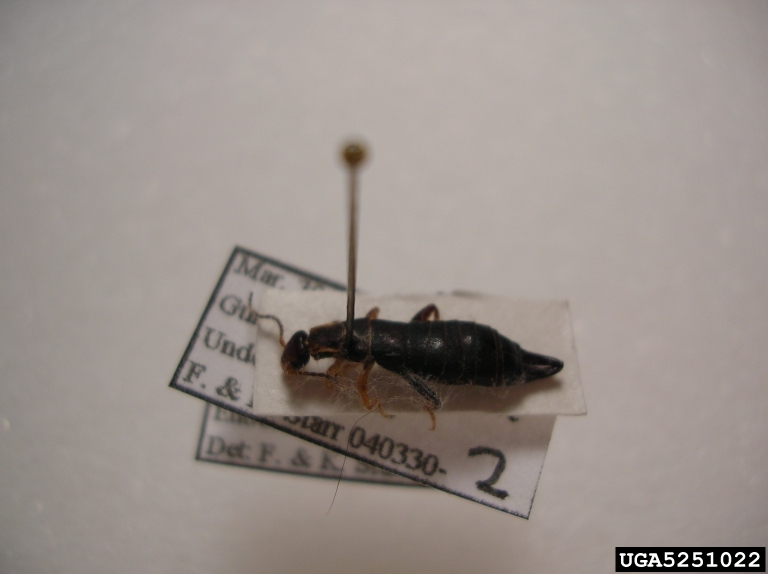
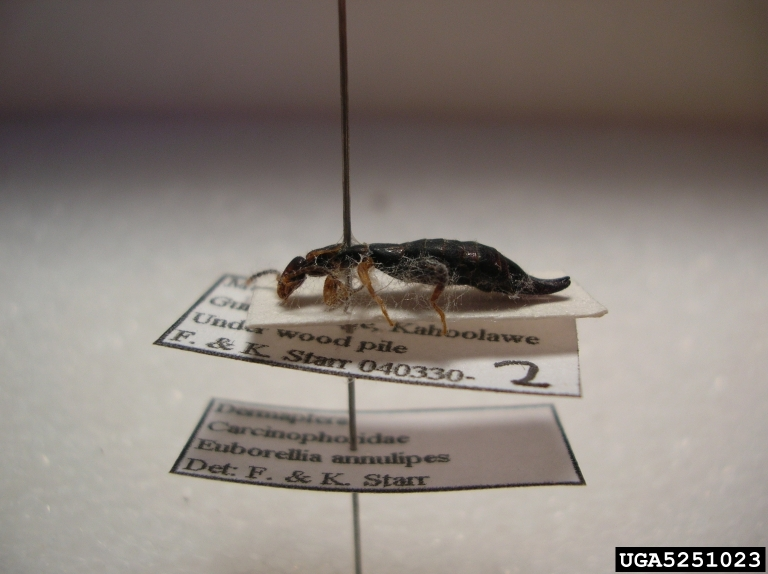
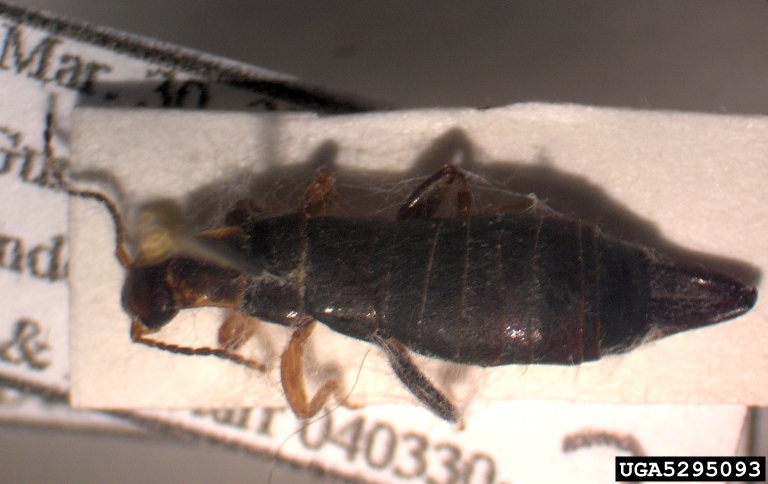
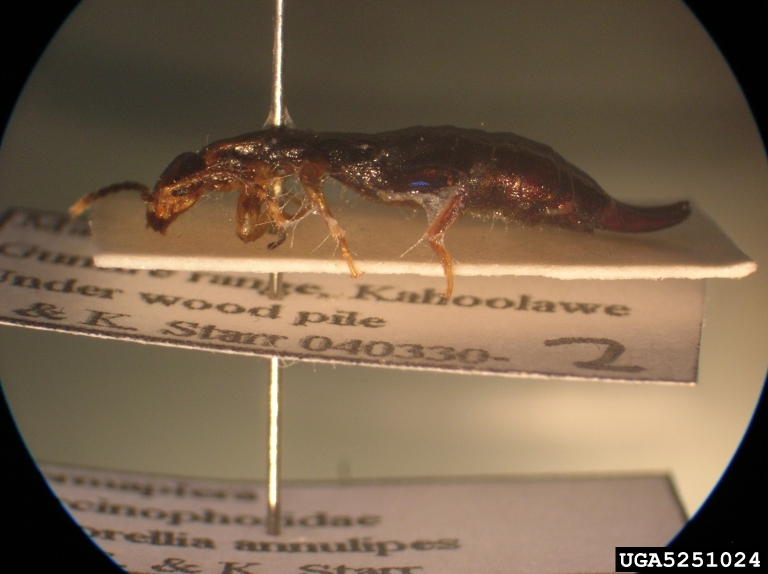